# Kohl Center

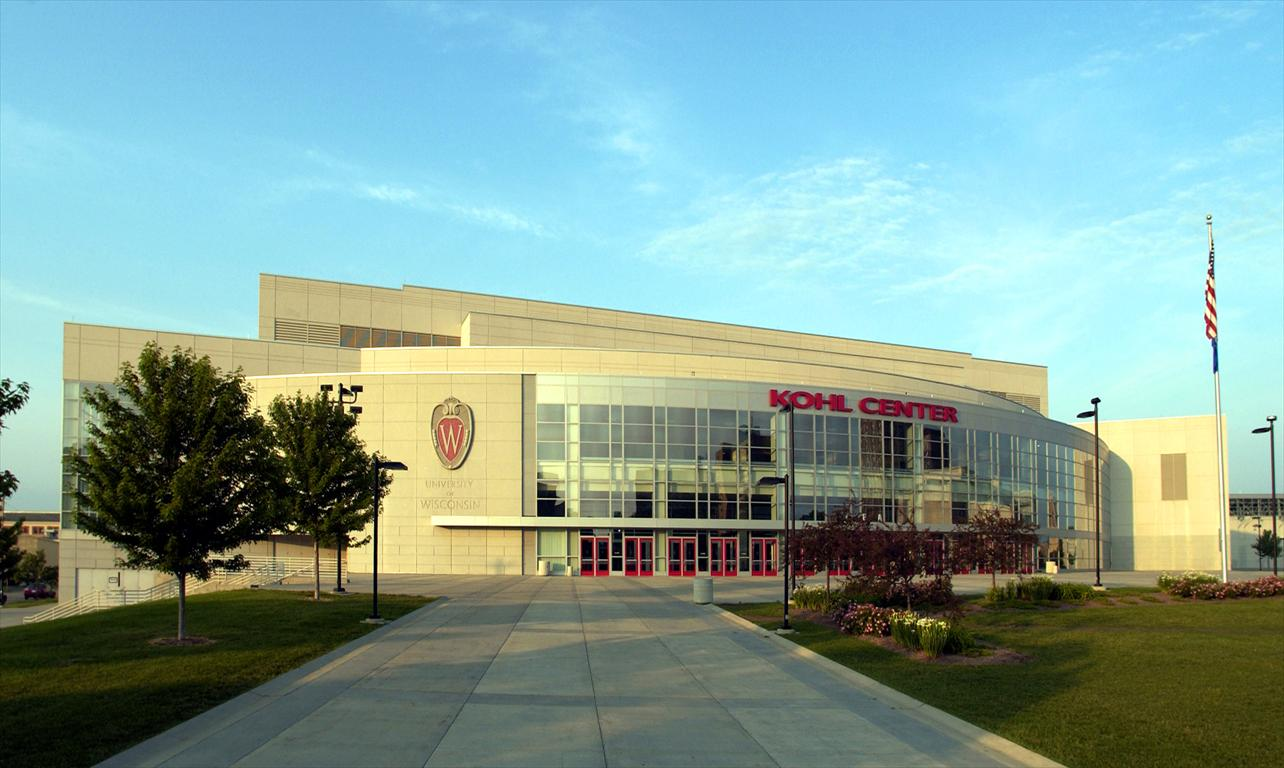
El Kohl Center

El Kohl Center es el centro deportivo de la Universidad de Wisconsin-Madison en Madison, Wisconsin, EE. UU. El edificio abrió en 1998 y funciona como la cancha local para los equipos de baloncesto masculino y femenino, y el equipo de hockey sobre hielo masculino de Los Wisconsin Badgers. 

## Historia
El edificio fue nombrado por Herb Kohl, un senador democrática de Wisconsin que se graduó de la Universidad de Wisconsin-Madison en 1956, que donó $25 millón para el proyecto de construcción. El diseño original para la estructura fue creado por Thornton Tomasetti, un ingeniero estructural. El proyecto empezó en 1996 y duró casi dos años. 

### Capacidad y Tamaño

el interior del Kohl Center llena de aficionados durante un juego de baloncesto

La facilidad es 470.000 pies-cuadrados y la capacidad para juegos de baloncesto masculino es 17.230, incluyendo asientos en los lados de la cancha, mientras es 17.142 para los juegos de baloncesto femenino. Cuando se convierte a una pista de hockey, se puede sentarse 15.237 para los juegos de hockey sobre hielo masculino. Hay espacio para 4.500 en cada de los dos balcones, y 7.500 en los niveles bajos. Según una lista de los estadios más grandes, El Kohl Center es el segundo más grande para juegos de baloncesto masculino en el estado de Wisconsin, solo detrás del Bradley Center en Milwaukee. Oficinas para los entrenadores y personales, vestuarios para los atletas, oficinas para los tickets, y oficinas de medicina deportiva, todos se sitúan en El Kohl Center también.

## Deportes
La sección estudiantil se ubica en el extremo del sur y tiene espacio para 2,100 personas, y es conocido como El Grateful Red por las rojas camisas típicas tintes del lazo de los estudiantes. Corrientemente el equipo de baloncesto masculino de la universidad de Wisconsin-Madison tiene el quinto mejor porcentaje de victorias en baloncesto de la universidad de la división 1 en el Kohl Center con 87.85%. El equipo de baloncesto masculino ha beneficiado de la cancha y un base fuerte de aficionados después de se mudó al Kohl Center con un récord de 217-30 desde 1996 hasta 2013. El Kohl Center es la casa de un base de aficionados que ha registrado el registro de asistencia mejor en la Conferencia de los 10 Grandes (Big Ten Conference) en nueve de los pasados once años para los juegos de baloncesto masculino. Según un artículo en ESPN por Andrew Glockner en 2007, El Kohl Center es una de las canchas más difíciles para los adversarios en el Big Ten y es casi impenetrable.

## Otros Usos
El Kohl Center también es usado para conciertos, discursos públicos, campeonatos de torneos de equipos de colegio, y eventos para la caridad. El entrenador, Bo Ryan, organizó un evento en 2012 para ayudar en la campaña de recaudar dinero para la Sociedad Americana Contra El Cáncer. Cada estudiante y la facultad que participó tenía la oportunidad de tirar un tiro libre y un tiro de media cancha, y Bo Ryan y su esposa donaron $10 y $1.000 respectivamente por cada tiro encestado. Donaron $41.279 al final de las tres horas. En 2008, el candidato demócrata Barack Obama pronunció un discurso enfrente de más de 17.000 en el Kohl Center para atraer más votantes para la primaria presidenciales en Wisconsin.